# 野伏港

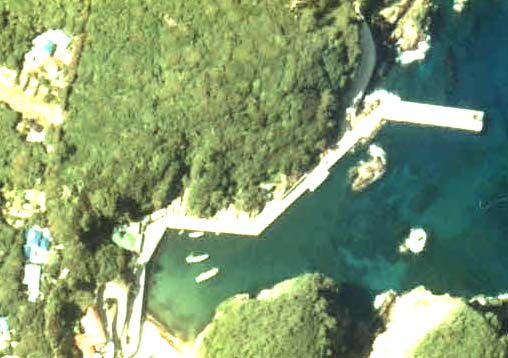
野伏港の航空写真。1978年度の撮影であり、現在定期旅客船が着岸する埠頭はまだ作られていない。

野伏港（のぶしこう）は、東京都新島村式根島の北東部にある港湾。港湾管理者は東京都。港湾南部の漁港は野伏漁港である。式根島の定期旅客船は、現在、この港に就航している。
外洋から入り込んだ良港であり、荒天の際の旅客船の就航率も高い。釣りをすることもできる。

## 定期旅客船

### 航路
- 東海汽船の東京・竹芝桟橋−神津島航路（大型客船、ジェット船）
- 神新汽船の下田−神津島−利島循環航路
- 新島村営の新島との連絡船（にしき）

東海汽船・神新汽船は野伏港船客待合所で、新島村営船は野伏港の観光協会の建物で乗船券を発売している。

## ギャラリー
- 野伏漁港
- 野伏港桟橋
- 野伏港の輸送コンテナ群
- 式根島の歓迎ペイント